# Copa de las Naciones UCI sub-23 2022
La Copa de las Naciones UCI sub-23 2022 fue la decimosexta edición del calendario ciclístico creado por la Unión Ciclista Internacional para corredores menores de 23 años.
El calendario estuvo compuesto por cuatro carreras limitada a corredores menores de 23 años (sub-23).

## Resultados
| Fecha              | País            | Carrera                  | Categoría | Vencedor               | Equipo                    |
| ------------------ | --------------- | ------------------------ | --------- | ---------------------- | ------------------------- |
| 27 de marzo        | Bélgica         | Gante-Wevelgem sub-23    | 1.Ncup    | Samuel Watson          | Selección del Reino Unido |
| 2-5 de junio       | República Checa | Carrera de la Paz sub-23 | 2.Ncup    | Lennert Van Eetvelt    | Selección de Bélgica      |
| 18-28 de agosto    | Francia         | Tour del Porvenir        | 2.Ncup    | Cian Uijtdebroeks      | Selección de Bélgica      |
| 9-10 de septiembre | Polonia         | Orlen Nations Grand Prix | 2.Ncup    | Morten Aalling Nørtoft | Selección de Dinamarca    |

## Clasificaciones finales
| Pos. | País            | Puntos |
| ---- | --------------- | ------ |
| 1.º  | Bélgica         | 115    |
| 2.º  | Noruega         | 101    |
| 3.º  | Alemania        | 87     |
| 4.º  | República Checa | 85     |
| 5.º  | Dinamarca       | 84     |